# Tolkien (krater merkuriański)
Tolkien – krater uderzeniowy na powierzchni Merkurego, o średnicy 50 km. Ma współrzędne planetograficzne: ☿ 88,8°N 210,7°W/88,800000 -210,700000.
Krater nazwano na cześć angielskiego filologa i pisarza J.R.R. Tolkiena, autora m.in. powieści Władca Pierścieni. Nazwa krateru została zaproponowana przez zespół naukowy misji MESSENGER i zaaprobowana przez Międzynarodową Unię Astronomiczną 6 sierpnia 2012.